# Scalesia helleri
Espèce
Synonymes
- Scalesia helleri subsp. helleri[2] [1]
- Scalesia helleri subsp. santacruziana Harling[2]

Statut de conservation UICN

 VU D2 : Vulnérable
Scalesia helleri est une espèce de plantes à fleurs de la famille des Asteraceae endémique des îles Galápagos.

## Liste des sous-espèces
Selon Catalogue of Life (12 avril 2019) :
- sous-espèce Scalesia helleri subsp. helleri
- sous-espèce Scalesia helleri subsp. santacruzana

Selon Tropicos (12 avril 2019) (Attention liste brute contenant possiblement des synonymes) :
- sous-espèce Scalesia helleri subsp. helleri
- sous-espèce Scalesia helleri subsp. santacruziana Harling

Selon World Register of Marine Species (12 avril 2019) :
- sous-espèce Scalesia helleri subsp. santacruzensis Harling

## Publication originale
- Proceedings of the American Academy of Arts and Sciences 38: 217. 1902.